# Rachael Stirling
Rachael Atlanta Stirling (Londra, 30 maggio 1977) è un'attrice britannica.

## Biografia
Nata a St Marylebone, Londra, è figlia dell'attrice Diana Rigg e del produttore teatrale Archie Stirling. I suoi genitori si sono sposati nel 1982 e hanno divorziato nel 1990. 
Ha esordito nel mondo del teatro nel 1997, col ruolo di Desdemona nel revival di Otello del National Youth Theatre, al fianco di Chiwetel Ejiofor nel ruolo del protagonista. Tra il 2009 e il 2025 ha ricevuto tre candidature ai Laurence Olivier Awards. 
La sua prima apparizione cinematografica risale al 1998 ed è rappresentata dalla commedia Still Crazy. Tra i film da lei interpretati figurano Biancaneve e il cacciatore (2012), Il pescatore di sogni (2011) e The Young Victoria (2009).
Nell'ambito televisivo ha partecipato, tra le altre produzioni, a Tipping the Velvet e The Bletchley Circle.

## Filmografia parziale

### Cinema
- Still Crazy, regia di Brian Gibson (1998)
- Maybe Baby, regia di Ben Elton (2000)
- Il trionfo dell'amore (The Triumph of Love), regia di Clare Peploe (2001)
- Freeze Frame, regia di John Simpson (2004)
- The Young Victoria, regia di Jean-Marc Vallée (2009)
- Centurion, regia di Neil Marshall (2010)
- Il pescatore di sogni (Salmon Fishing in the Yemen) (2011)
- Biancaneve e il cacciatore (Snow White and the Huntsman) (2012)
- L'ora più bella (Their Finest), regia di Lone Scherfig (2016)

### Televisione
- In the Beginning - In principio era (2000)
- Othello (2001)
- Tipping the Velvet (2002)
- Poirot (Agatha Christie's Poirot) - serie TV, episodio 9x01 (2003)
- Miss Marple (Agatha Christie's Marple) - serie TV, episodio 1x02 (2004)
- Boy Meets Girl (2009)
- Women in Love (2011)
- The Bletchley Circle (2012)
- The Game (2014)
- Detectorists (2014-2015)
- Capital (2015)
- Churchill's Secret (2016)
- L'ispettore Barnaby (Midsomer Murders) - serie TV, episodio 22x03 (2021)

## Vita privata
Stirling parla il russo ed è esperta nell'equitazione e nel salto a ostacoli con il cavallo. Dal 2007 al 2012 fu fidanzata con l'attore Oliver Chris. Stirling sposò il musicista e frontman degli Elbow Guy Garvey il 3 giugno 2016; la coppia ha un figlio, nato nell'aprile 2017.

## Ascendenza
|                         |             |                                 | Genitori                                        |  |  | Nonni |  |  | Bisnonni           |  |  | Trisnonni                                  |  |
|                         |             |                                 |                                                 |  |  |       |  |  | Archibald Stirling |  |  | sir William Stirling-Maxwell, IX baronetto |  |
|                         |             |                                 |                                                 |  |  |       |  |  | Archibald Stirling |  |  | sir William Stirling-Maxwell, IX baronetto |  |
|                         |             | lady Anne Maria Leslie-Melville |                                                 |  |  |       |  |  | Archibald Stirling |  |  |                                            |  |
| William Joseph Stirling |             |                                 |                                                 |  |  |       |  |  | Archibald Stirling |  |  |                                            |  |
|                         |             | hon. Margaret Mary Fraser       | Simon Fraser, XIII lord Lovat                   |  |  |       |  |  |                    |  |  |                                            |  |
|                         |             | hon. Margaret Mary Fraser       | Simon Fraser, XIII lord Lovat                   |  |  |       |  |  |                    |  |  |                                            |  |
|                         |             | hon. Margaret Mary Fraser       | Alice Mary Weld-Blundell                        |  |  |       |  |  |                    |  |  |                                            |  |
| Archibald Hugh Stirling |             | hon. Margaret Mary Fraser       |                                                 |  |  |       |  |  |                    |  |  |                                            |  |
|                         |             | lord Noel Gervase Bligh         | Ivo Francis Walter Bligh, VIII conte di Darnley |  |  |       |  |  |                    |  |  |                                            |  |
|                         |             | lord Noel Gervase Bligh         | Ivo Francis Walter Bligh, VIII conte di Darnley |  |  |       |  |  |                    |  |  |                                            |  |
|                         |             | lord Noel Gervase Bligh         | Florence Rose Morphy                            |  |  |       |  |  |                    |  |  |                                            |  |
| Susan Rachael Bligh     |             | lord Noel Gervase Bligh         |                                                 |  |  |       |  |  |                    |  |  |                                            |  |
|                         |             | Mary Jack Frost                 | George Alfred Frost                             |  |  |       |  |  |                    |  |  |                                            |  |
|                         |             | Mary Jack Frost                 | George Alfred Frost                             |  |  |       |  |  |                    |  |  |                                            |  |
|                         |             | Mary Jack Frost                 | Mary Roope                                      |  |  |       |  |  |                    |  |  |                                            |  |
| Rachael Stirling        |             | Mary Jack Frost                 |                                                 |  |  |       |  |  |                    |  |  |                                            |  |
|                         | Arthur Rigg | John Rigg                       |                                                 |  |  |       |  |  |                    |  |  |                                            |  |
|                         | Arthur Rigg | John Rigg                       |                                                 |  |  |       |  |  |                    |  |  |                                            |  |
|                         | Arthur Rigg | Mary Ellen Garner               |                                                 |  |  |       |  |  |                    |  |  |                                            |  |
| Louis Rigg              | Arthur Rigg |                                 |                                                 |  |  |       |  |  |                    |  |  |                                            |  |
|                         |             | Elizabeth Ashworth              | Ralph Ashworth                                  |  |  |       |  |  |                    |  |  |                                            |  |
|                         |             | Elizabeth Ashworth              | Ralph Ashworth                                  |  |  |       |  |  |                    |  |  |                                            |  |
|                         |             | Elizabeth Ashworth              | …                                               |  |  |       |  |  |                    |  |  |                                            |  |
| Diana Rigg              |             | Elizabeth Ashworth              |                                                 |  |  |       |  |  |                    |  |  |                                            |  |
|                         |             | Percy Helliwell                 | Henry Helliwell                                 |  |  |       |  |  |                    |  |  |                                            |  |
|                         |             | Percy Helliwell                 | Henry Helliwell                                 |  |  |       |  |  |                    |  |  |                                            |  |
|                         |             | Percy Helliwell                 | Mary Greenwood                                  |  |  |       |  |  |                    |  |  |                                            |  |
| Beryl Hilda Helliwell   |             | Percy Helliwell                 |                                                 |  |  |       |  |  |                    |  |  |                                            |  |
|                         |             | Annice Broadbent                | …                                               |  |  |       |  |  |                    |  |  |                                            |  |
|                         |             | Annice Broadbent                | …                                               |  |  |       |  |  |                    |  |  |                                            |  |
|                         |             | Annice Broadbent                | …                                               |  |  |       |  |  |                    |  |  |                                            |  |
|                         |             | Annice Broadbent                |                                                 |  |  |       |  |  |                    |  |  |                                            |  |